# Golfclub Zwolle
Golfclub Zwolle is een Nederlandse golfclub langs de Wijthmenerplas bij Zwolle. Golfclub Zwolle is opgericht in 1985, destijds werd gegolfd op een baan op het landgoed Soeslo. 

## De baan
In 1995 werden, op de huidige locatie nabij de Wijthmenerplas ten zuiden van Zwolle, de eerste 9 holes geopend. Daarna zijn binnen 10 jaar zowel een clubhuis als de tweede 9 holes gerealiseerd. Medio 2005 was de 18 holes golfbaan met NGF A-status een feit. Het ontwerp van de 70 ha. grote golfbaan is van de bekende golfbaanarchitect Alan Rijks.
De 18 holes golfbaan ligt in het recreatiegebied naast de Wythmenerplas. Het gebied wordt omzoomd door bossingels. Dwars over de baan lopen natuurlijke weteringen en diluviaal gevormde wallen. 